# ضريح أغا الشاه بالو زاهد
ضريح أغا الشاه بالو زاهد (بالفارسية: آرامگاه آقا شاه بالو زاهد) هو ضريح تاريخي يعود إلى القرن التاسع الهجري، ويقع في مقاطعة نور.